# Hiroto Yamami
Hiroto Yamami (japanisch 山見 大登 Yamami Hiroto; * 16. August 1999 in der Präfektur Osaka) ist ein japanischer Fußballspieler.

## Karriere
Hiroto Yamami erlernte das Fußballspielen in der Universitätsmannschaft der Kwansei-Gakuin-Universität. Von der Universität wurde er vom 3. August 2021 bis Saisonende an den Erstligisten Gamba Osaka ausgeliehen. Sein Erstligadebüt für den Klub aus Suita gab Hiroto Yamami am 13. August 2021 (24. Spieltag) im Auswärtsspiel gegen Shimizu S-Pulse. Hier wurde er in der 76. Minute für Shū Kurata eingewechselt. Gamba gewann das Spiel 1:0. Insgesamt absolvierte er in Saison 2021 fünf Erstligaspiele. Nach der Ausleihe wurde er von Gamba im Februar 2022 fest unter Vertrag genommen. Nach zwei Spielzeiten, in denen er 35 Ligaspiele bestritt, wechselte er im Januar 2024 auf Leihbasis zum ebenfalls in der ersten Liga spielenden Tokyo Verdy. Hier bestritt er 34 Ligaspiele. Nach der Ausleihe wurde er im Januar 2025 fest von Tokyo Verdy unter Vertrag genommen.